# RTV Pink
RTV Pink o Radio-Television Pink (también conocido como "TV Pink" o simplemente "Pink") es un canal de televisión nacional en Serbia. RTV Pink es la estación líder en el mercado de televisión serbia. RTV Pink se ha ganado una sólida reputación por su programación de entretenimiento. La estación ofrece una recopilación de las mejores series tanto nacionales como internacionales (acción exitosa, suspenso, drama, comedia), como series de comedia estadounidenses, telenovelas mexicanas, series de animación japonesa, así como programas de comedia producidos en Serbia, y últimamente, los reality shows.